# ボゴタ大学フランシスコ・ホセ・デ・カルダス
フランシスコ・ホセ・デ・カルダス地区大学（フランシスコ・ホセ・デ・カルダスちくだいがく）は、コロンビアの首都ボゴタにある公立大学。

## 概要

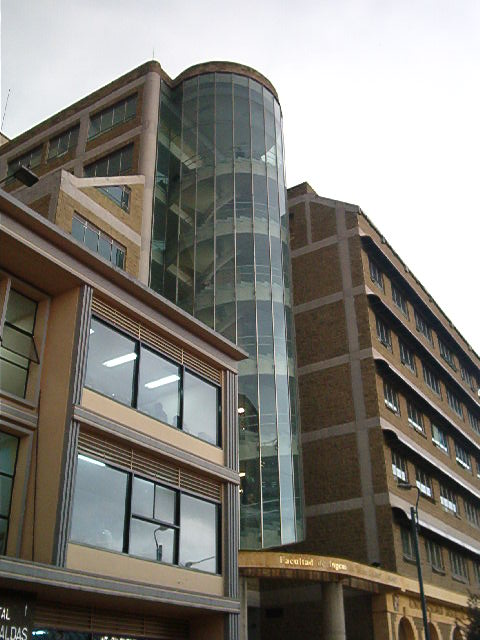

1948年にボゴタ市立大学として設立されたが、市の特別区移行に伴って特別区の管轄する大学となった。公式名称はコロンビアの独立の殉教者、英雄フランシスコ・ホセ・デ・カルダスに因んでいる。